# Saint-Denis-de-Jouhet
Saint-Denis-de-Jouhet és un municipi francès, situat al departament de l'Indre i a la regió de Centre – Vall del Loira. L'any 2007 tenia 957 habitants.

## Demografia

### Població
El 2007 la població de fet de Saint-Denis-de-Jouhet era de 957 persones. Hi havia 464 famílies, de les quals 192 eren unipersonals (80 homes vivint sols i 112 dones vivint soles), 152 parelles sense fills, 88 parelles amb fills i 32 famílies monoparentals amb fills.
La població ha evolucionat segons el següent gràfic:
Habitants censats

### Habitatges
El 2007 hi havia 672 habitatges, 480 eren l'habitatge principal de la família, 103 eren segones residències i 89 estaven desocupats. 645 eren cases i 20 eren apartaments. Dels 480 habitatges principals, 385 estaven ocupats pels seus propietaris, 82 estaven llogats i ocupats pels llogaters i 13 estaven cedits a títol gratuït; 7 tenien una cambra, 60 en tenien dues, 115 en tenien tres, 137 en tenien quatre i 160 en tenien cinc o més. 333 habitatges disposaven pel capbaix d'una plaça de pàrquing. A 232 habitatges hi havia un automòbil i a 181 n'hi havia dos o més.

### Piràmide de població
La piràmide de població per edats i sexe el 2009 era:
| Homes | Edats   | Dones |
| ----- | ------- | ----- |
| 0     | 95 o +  | 4     |
| 4     | 90 a 94 | 12    |
| 24    | 85 a 89 | 16    |
| 12    | 80 a 84 | 4     |
| 40    | 75 a 79 | 60    |
| 32    | 70 a 74 | 44    |
| 56    | 65 a 69 | 36    |
| 36    | 60 a 64 | 36    |
| 28    | 55 a 59 | 12    |
| 40    | 50 a 54 | 32    |
| 64    | 45 a 49 | 24    |
| 24    | 40 a 44 | 44    |
| 32    | 35 a 39 | 16    |
| 20    | 30 a 34 | 24    |
| 32    | 25 a 29 | 16    |
| 28    | 20 a 24 | 28    |
| 24    | 15 a 19 | 24    |
| 36    | 10 a 14 | 12    |
| 8     | 5 a 9   | 12    |
| 8     | 0 a 4   | 12    |

## Economia
El 2007 la població en edat de treballar era de 561 persones, 366 eren actives i 195 eren inactives. De les 366 persones actives 328 estaven ocupades (177 homes i 151 dones) i 37 estaven aturades (21 homes i 16 dones). De les 195 persones inactives 120 estaven jubilades, 27 estaven estudiant i 48 estaven classificades com a «altres inactius».

### Ingressos
El 2009 a Saint-Denis-de-Jouhet hi havia 479 unitats fiscals que integraven 952 persones, la mediana anual d'ingressos fiscals per persona era de 14.906 €.

### Activitats econòmiques
Dels 42 establiments que hi havia el 2007, 1 era d'una empresa extractiva, 3 d'empreses alimentàries, 14 d'empreses de construcció, 7 d'empreses de comerç i reparació d'automòbils, 3 d'empreses de transport, 3 d'empreses d'hostatgeria i restauració, 2 d'empreses immobiliàries, 4 d'empreses de serveis, 2 d'entitats de l'administració pública i 3 d'empreses classificades com a «altres activitats de serveis».
Dels 19 establiments de servei als particulars que hi havia el 2009, 1 era una oficina de correu, 2 tallers de reparació d'automòbils i de material agrícola, 3 paletes, 3 guixaires pintors, 2 fusteries, 1 lampisteria, 4 electricistes, 1 empresa de construcció i 2 perruqueries.
Dels 3 establiments comercials que hi havia el 2009, 1 era una botiga de més de 120 m², 1 una botiga de menys de 120 m² i 1 una fleca.
L'any 2000 a Saint-Denis-de-Jouhet hi havia 89 explotacions agrícoles que ocupaven un total de 2.200 hectàrees.

## Equipaments sanitaris i escolars
L'únic equipament sanitari que hi havia el 2009 era una farmàcia.
El 2009 hi havia una escola elemental.

## Poblacions més properes
El següent diagrama mostra les poblacions més properes.